# 고성 운흥사
운흥사(雲興寺)는 경상남도 고성군 하이면 와룡산에 있는 사찰로, 676년 통일신라의 승려 의상이 창건했다고 전해진다. 쌍계사의 말사이다.

## 보유 문화재 목록
- 고성 운흥사 대웅전
- 고성 운흥사 영산전
- 고성 운흥사 괘불탱 및 궤
- 고성 운흥사 관음보살도
- 고성 운흥사 약사불회도
- 고성 운흥사 아미타불회도
- 고성 운흥사 목판
- 고성 운흥사 감로도
- 고성 운흥사 목조삼세불좌상